# Oreonoma amica
Oreonoma amica är en fjärilsart som beskrevs av Thierry-mieg 1904. Oreonoma amica ingår i släktet Oreonoma och familjen mätare. Inga underarter finns listade i Catalogue of Life.